# Aurelia Marinescu
Aurelia Marinescu (Bucarest, 3 de abril de 1954) es una deportista rumana que compitió en remo.
Ganó dos medallas de bronce en el Campeonato Mundial de Remo, en los años 1974 y 1975, y una medalla de bronce en el Campeonato Europeo de Remo de 1973.

## Palmarés internacional
| Campeonato Mundial | Campeonato Mundial       | Campeonato Mundial | Campeonato Mundial |
| Año                | Lugar                    | Medalla            | Prueba             |
| ------------------ | ------------------------ | ------------------ | ------------------ |
| 1974               | Lucerna (Suiza)          | Medalla de bronce  | Ocho con timonel   |
| 1975               | Nottingham (Reino Unido) | Medalla de bronce  | Ocho con timonel   |
| Campeonato Europeo |                          |                    |                    |
| Año                | Lugar                    | Medalla            | Prueba             |
| 1973               | Moscú (URSS)             | Medalla de bronce  | Ocho con timonel   |